# Marjorie Barrick Museum of Art
Das Marjorie Barrick Museum of Art ist das Kunstmuseum der University of Nevada, Las Vegas. Es befindet sich auf dem Campus der Universität am South Maryland Parkway im Vorort Paradise südlich von Las Vegas. Es wurde 1967 als Museum für Naturkunde gegründet und hatte seinen Fokus auf den Bereich des Südwestens der Vereinigten Staaten. Seit 1989 ist es nach der Stifterin Marjorie Barrick benannt. Ende 2011 wurde der bisherige Museumsbetrieb eingestellt. Die Ausstellungsräume stehen seit 2012 dem Kunstbereich (College of Fine Arts) der Universität als Museum zur Verfügung; seit 2016 trägt es seine heutige Bezeichnung. Das Museum verfügt über eine Sammlung von Objekten aus präkolumbianscher Zeit über regionaler Volkskunst bis hin zu Werken internationaler zeitgenössischer Künstler.

## Geschichte
Die Initiative zur Gründung des Naturkundemuseums ging von dem Archäologen Richard H. Brooks (1926–2011) aus, der zu dieser Zeit an der Nevada Southern University (seit 1969: University of Nevada, Las Vegas) lehrte und am Desert Research Institute (DRI) forschte. Später leitete er das dem DRI angeschlossene Nevada Archaeological Survey. Das im September 1967 vom DRI eingerichtete kleine Museum befand sich gegenüber des eigentlichen Universitätsgeländes. Zur ersten Ausstellung gehörten Exponate wie Wüstentiere und Artefakte der nordamerikanischen indigenen Völker aus dem DRI und dem Forschungsinstitut des Nevada System of Higher Education.
1969 übernahm die Universität vom DRI die Leitung des Museums. Brooks blieb Direktor des der Universität angeschlossenen Museums und konnte während seiner Amtszeit die Finanzierung des Museums sichern und die Dauerausstellung erweitern. 1979 stifteten die ehemalige Universitätsabsolventin Manetta Braunstein und ihr Mann Michael dem Museum ihre bedeutende Sammlung Präkolumbianischer Kunst. Diese Objekte bildeten den Grundstein einer wachsenden Sammlung mesoamerikanischer und nordmexikanischer ethnographischer Artefakte, die durch weitere Stiftungen und durch Ankäufe der Braunsteins in Lateinamerika erweitert wurden. Hinzu kamen Objekte der indigenen Völker im Südwesten der Vereinigten Staaten. Ende der 1970er Jahre begann das Museum mit dem Umzug in neue Räume in der ehemaligen Turnhalle der Universität auf dem UNLV-Campus. Die Renovierungsarbeiten dauerten bis 1981 an. Im selben Jahr verließ Brooks das Museum.
Sein Nachfolger als Museumsdirektor wurde der Ornithologe Donald Baepler der zuvor Kanzler des Nevada System of Higher Education war und von 1973 bis 1978 die Universität Las Vegas als Präsident geleitet hatte. 1989 wurde das Museum nach Marjorie Barrick benannt, die eine langjährige Unterstützerin der Universität war. Baepler war maßgeblich an der Gründung des Harry Reid Environmental Research Centers der Universität beteiligt, dem das Museum als eine Abteilung zugeordnet wurde. 1994 erhielt es einen neuen Gebäudeflügel für Forschungslabore. Baepler ging 2004 in den Ruhestand.
2011 stellte das Marjorie Barrick Museum of Natural History seinen Ausstellungsbetrieb aus finanziellen Gründen ein und gehörte nicht mehr zum Harry Reid Center. Stattdessen übernahm das College of Fine Arts der Universität die Räumlichkeiten. Nach umfangreichen Renovierungsarbeiten öffnete es 2012 als Museum für zeitgenössische Kunst. Dem Museum wurden zur Eröffnung die bis dahin eingelagerten Bestände des 2009 geschlossenen Las Vegas Art Museum (LVAM) übertragen.
2016 erhielt das Museum seine heutige Bezeichnung Marjorie Barrick Museum of Art. Seit 2017 arbeitet das Museum mit dem Schulbezirk des Clark County zusammen, um den Schülern den oftmals ersten Zugang zu einem Museum zu ermöglichen. 2020 gab das Museum seine Zusammenarbeit mit dem Las Vegas Womxn of Color Arts Festival bekannt. Hierdurch soll insbesondere die Sichbarkeit für Künstlerinnen erhöht werden, die sich als Indigene, Schwarze oder People of Color definieren. Seit 2019 leitet Alisha Kerlin das Museum als Executive Director.

## Sammlungsbereiche
Zu den Sammlungen des Marjorie Barrick Museum of Art gehören:
- Kunstsammlung des Barrick Museums

Der Großteil der Werke in der Sammlung stammt von Künstlern, die im Großraum von Las Vegas (Las Vegas Valley) gewirkt haben. Diese historische Sammlung zeigt Werke, die in der Region des südlichen Nevada geschaffen wurden und von ihr beeinflusst sind.
- Volkskundliche Sammlung des Barrick Museums

Der Ursprung der Museumssammlung beinhaltet Kulturobjekte aus dem amerikanischen Südwesten und Mesoamerika. Durch die Schenkung von Michael C. und Mannetta Braunstein erhielt das Museum 1979 eine umfassende Sammlung präkolumbianischer Objekte, darunter mexikanische Tanzmasken und Malerei der religiösen Volkskunst, guatemaltekische, bolivianische und Navajo-Textilien, Korbwaren der Paiute und Hopi sowie Navajo-Schmuck.
- Sammlung des LVAM

Zur Sammlung des vormals eigenständigen Las Vegas Art Museums gehören Werke namhafter Küstler wie Llyn Foulkes und William T. Wiley ebenso wie Arbeiten von Absolventen der Universität.
- Sammlung Stiftung Vogel

Das Marjorie Barrick Museum of Art gehört zu den 50 Museen in den Vereinigten Staaten, das 50 Werke aus der umfangreichen Sammlung von Herbert und Dorothy Vogel erhalten hat. Die zeitgenössischen Werke stammen von Künstlern wie Stephen Antonakos, Neil Jenney, Lynda Benglis, Lucio Pozzi, Edda Renouf, Bettina Werner und Richard Tuttle.

## Ausstellungen
Das Marjorie Barrick Museum of Art zeigt jährlich mehrere Ausstellungen. Zu sehen waren dabei sowohl Exponate aus den verschiedenen Museumssammlungen wie auch thematische Sonderausstellungen und einzelnen Künstlern gewidmete Werkschauen. Zu sehen waren beispielsweise Ausstellungen zum Werk der Künstler John Millei, Deborah Aschheim,  Edward Burtynsky, Ellsworth Kelly, Justin Favela und Ramiro Gomez, Amanda Phingbodhipakkiya und Mikayla Whitmore.